# 小野神社 (大津市)
小野神社（おのじんじゃ）は、滋賀県大津市小野にある神社。式内社。旧社格は郷社。祭神は小野氏の祖である米餅搗大使主命であり、日本の餅作りの祖といわれていることから、例祭のシトギ祭には、全国の菓子業界からの参拝を受けている。神紋は三ッ目。

## 歴史
この地は小野氏の本拠地である。当社の創祀年代は不詳であるが式内社（名神大社）に制定されている。1891年（明治24年）に郷社に列格された。

## 祭神
- 主祭神 - 天足彦国押人命、米餅搗大使主命

## 境内
- 本殿
- 中門

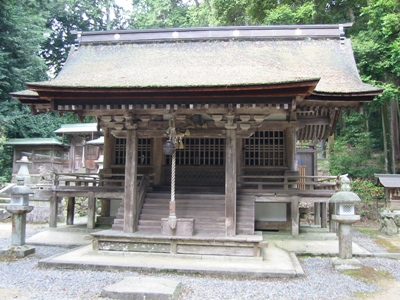
小野篁神社　本殿

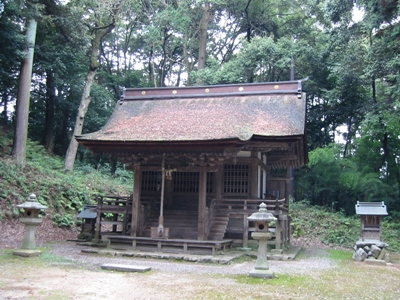
小野道風神社　本殿

- 小野篁神社（重要文化財） - 祭神：小野篁。暦応3年（1340年）建立。
- 八幡神社
- 松尾神社
- 社務所
- 境外社
  - 小野道風神社（重要文化財） - 祭神：小野道風。暦応4年（1341年）建立。
  - 樹下神社
  - 八坂神社
  - 岡宮神社
  - 小野妹子神社 - 祭神：小野妹子。妹子の墓とされる唐臼山古墳の墳丘上に建っている。

## 文化財

### 重要文化財
- 小野篁神社本殿
- 小野道風神社本殿

### 大津市指定有形文化財
- 石造宝塔 1基

## 祭事
- 11月2日　シトギ祭